# Amblyseius napaeus
Amblyseius napaeus är en spindeldjursart som beskrevs av Wainstein 1978. Amblyseius napaeus ingår i släktet Amblyseius och familjen Phytoseiidae. Inga underarter finns listade i Catalogue of Life.